# Mistrzostwa Świata w Łucznictwie 1946
10. Mistrzostwa Świata w Łucznictwie odbyły się 6–11 sierpnia 1946 w Sztokholmie w Szwecji. Były to pierwsze mistrzostwa od 1939 roku, po przerwie spowodowanej II wojną światową. Organizatorem była Międzynarodowa Federacja Łucznicza.

## Medaliści

### Strzelanie z łuku klasycznego
| Konkurencja            | Złoto                                                                         | Srebro                                                                 | Brąz                                               |
| Indywidualnie kobiet   | Petronella de Wharton-Burr                                                    | Julia Stranne                                                          | Louise Nettleton                                   |
| Indywidualnie mężczyzn | Einar Tang-Holbeck                                                            | Hans Deutgen                                                           | Ove Hansen                                         |
| Drużynowo kobiet       | Wielka Brytania · Petronella de Wharton-Burr · Louise Nettleton · F.L. Bilson | Szwecja · Julia Stranne · Tina Kjellson · Elsa Waldenström             |                                                    |
| Drużynowo mężczyzn     | Dania · Einar Tang-Holbaek · Ove Hansen · Sigfred Smed                        | Czechosłowacja · František Hadaš · Václav Karola · Votka · Josef Kasal | Francja · Roger Béday · Bachelier · Pierre Felbacq |

## Klasyfikacja medalowa
| Lp. | Państwo         | Złoto | Srebro | Brąz | Razem |
| 1.  | Dania           | 2     | 0      | 1    | 3     |
| 1.  | Wielka Brytania | 2     | 0      | 1    | 3     |
| 3.  | Szwecja         | 0     | 3      | 0    | 3     |
| 4.  | Czechosłowacja  | 0     | 1      | 0    | 1     |
| 5.  | Francja         | 0     | 0      | 1    | 1     |